# 火喉辉尾蜂鸟
火喉辉尾蜂鸟（学名：Metallura eupogon），是雨燕目蜂鸟科的一种鸟类。
火喉辉尾蜂鸟体重约4.6克，翼长约59.6毫米，嘴峰长约17.8毫米，喙宽度约1.4毫米，喙厚度约1.9毫米，跗蹠长约5.2毫米，尾长约41.8毫米。火喉辉尾蜂鸟在其分布区内为留鸟，其栖息在半开放的高大树木组成的森林中，食性为草食性，主要食物来源是植物的花蜜。
火喉辉尾蜂鸟分布于秘鲁瓦努科省、胡宁省、阿普里马克大区和阿亚库乔大区的东安第斯山脉地区。该物种是单型物种，没有亚种分化。